# Micrandria annaelisae
Micrandria annaelisae är en stekelart som beskrevs av Heinrich 1934. Micrandria annaelisae ingår i släktet Micrandria och familjen brokparasitsteklar. Inga underarter finns listade i Catalogue of Life.